# No me dejes de querer
«No me dejes de querer» es una canción de Gloria Estefan, lanzada como el primer sencillo de su tercer álbum en español Alma caribeña. En su formato original, es una canción tropical-salsa.

## Historial de la canción
Después del éxito de "Music of My Heart", "No me dejes de querer" fue un gran éxito para Estefan y ganó su primer Grammy Latino en la categoría de "Mejor Video Musical" en la primera ceremonia celebrada por estos premios en septiembre de 2000.
"No me dejes de querer" se convirtió en su primera canción en español para entrar en la lista Billboard Hot 100, y también su más alta posición hasta la fecha (con una canción en español) en esa misma lista. Las remezclas también lo hicieron en el Top Ten en la lista Hot Dance Club Play.

## Posicionamiento en listas
| Lista (2000)                                      | Posición |
| ------------------------------------------------- | -------- |
| U.S. Billboard Hot 100 Singles                    | 77       |
| U.S. Billboard Hot 100 Singles Airplay            | 70       |
| U.S. Billboard Bubbling Under Hot 100 Singles     | 7        |
| U.S. Billboard Hot Dance Music/Club Play          | 8        |
| U.S. Billboard Hot Dance Music/Maxi-Singles Sales | 11       |
| U.S. Billboard Hot Latin Tracks                   | 1        |
| U.S. Billboard Hot Latin Tropical/Salsa Airplay   | 1        |
| U.S. Billboard Hot Latin Regional Mexican Airplay | 31       |
| Países Bajos                                      | 100      |
| Japón                                             | 29       |
| España                                            | 1        |
| Switzerland Top 100 Singles Chart                 | 76       |